# アトリエ・ポポロ
ポポロ工作室（中文：宝宝羅工作室、英語：Bottega Popolo）は、Amazon Kindle Direct Publishing への作品発表を主体とした言語芸術の企画・制作を主な事業内容とする日本の企業。論理学やエンターテイメント分野を主軸とする。発表作品は『あなたは知っている？』シリーズ等。

## 履歴[1]

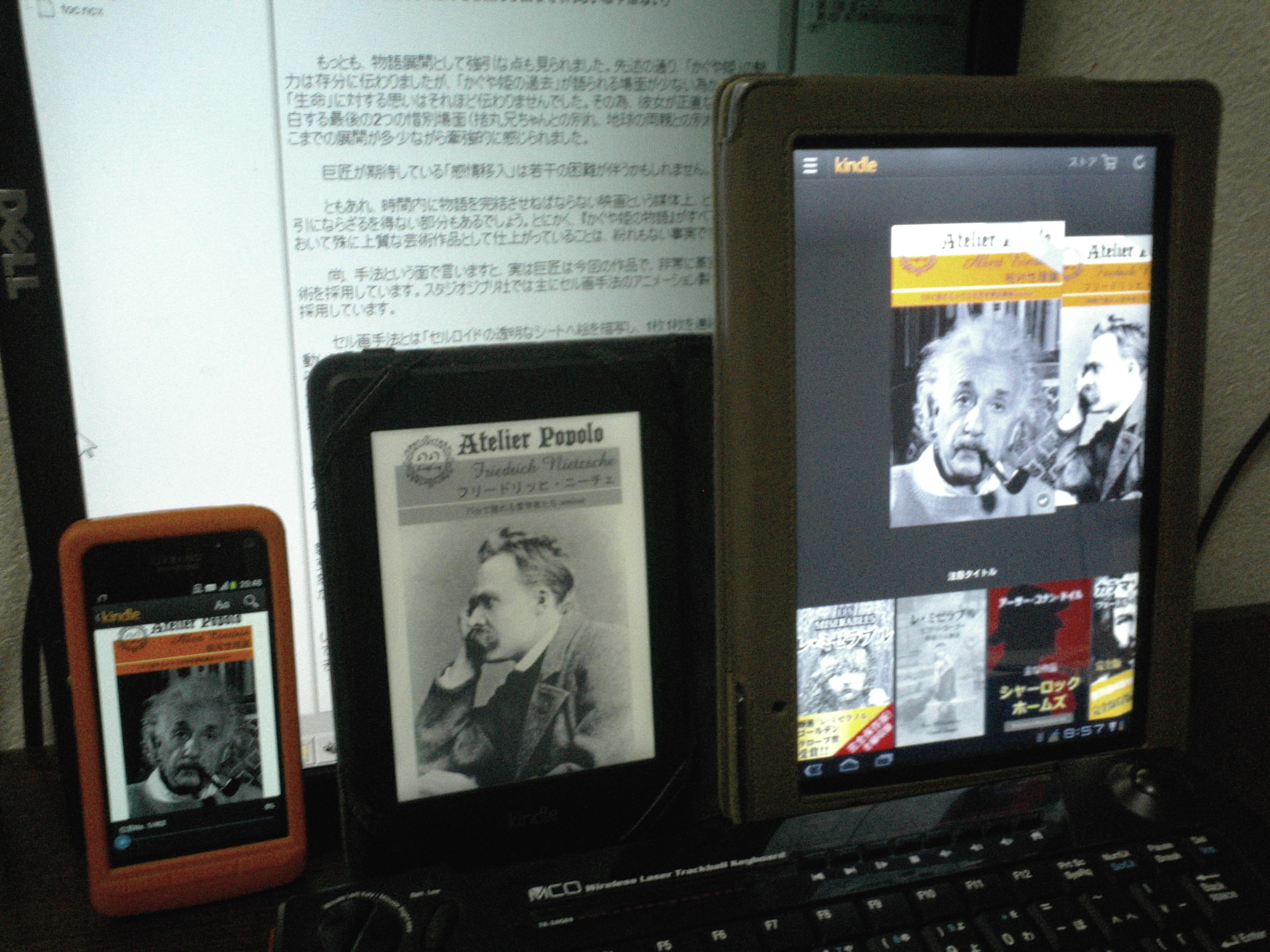
Amazon社が提供する電子書籍端末kindleとKDP出版社のAtelier Popolo作品

- 2014/5/9　『あなたは知っている？人類の革新者たち113名にインタビュー。:Atelier Popolo Presents』
- 2014/6/15　『あなたは知っている？スタートレックという素晴らしきＳＦ世界 :Atelier Popolo Presents』
- 2014/7/29　『あなたは知っている？中華思想の根底に流れる８人の偉人たち :Atelier Popolo Presents』
- 2014/8/18　『あなたは知っている？古代ギリシャ世界、至高なる３名の論理学。:Atelier Popolo Presents』
- 2014/9/22　『あなたは知っている？西の『不思議の国のアリス』　東の『かぐや姫』　ファンタジー世界へ誘う傑作たち。:Atelier Popolo Presents』
- 2014/9/24　『ぼくはちゃまである :Atelier Popolo Presents』
- 2014/9/29　『あなたは知っている？米国ミステリーの最高峰！四行連詩でつづる刑事コロンボ:Atelier Popolo Presents。』
- 2014/10/11 『あなたは知っている？パスポートのない人でも丸わかり！これだけ読めばゼロから海外旅行が出来る１０のステップ。:Atelier Popolo Presents』
- 2014/10/17　『あなたは知っている？洞察に満ちたSFアニメ！四行連詩でつづる攻殻機動隊 :Atelier Popolo Presents』
- 2014/11/11　『AINOIDと三元論＠正しく理性を働かせたアイノイドとの会話による「ロボットのこころ」の設計概念を探究する物語。:Atelier Popolo Presents』
- 2014/12/24　『あなたは知っている？映画世界を味わうための200項目のシネマトレック！:Atelier Popolo Presents』